# 50e législature de la Chambre des représentants de Belgique

La 50e législature de la Chambre des représentants de Belgique a commencé le 1er juillet 1999, et s'est achevée le 10 avril 2003. Elle englobe le gouvernement Verhofstadt I.

## Partis francophones (59)

### Parti socialiste(19)
1. Colette Burgeon
2. José Canon
3. Jacques Chabot
4. Michel Daerden (remplacé par Thierry Giet le 14 juillet 1999, puis par Léon Campstein le 7 mars 2001)
5. Jean-Marc Delizée
6. Elio Di Rupo (remplacé par Jean Depreter le 14 juillet 1999)
7. François Dufour
8. Claude Eerdekens
9. André Flahaut (remplacé par Maurice Dehu le 14 juillet 1999)
10. Yvon Harmegnies
11. Jean-Pol Henry
12. Charles Janssens
13. Guy Larcier
14. Yvan Mayeur
15. Patrick Moriau
16. Charles Picqué (remplacé par Karine Lalieux le 27 avril 2000)
17. Bruno Van Grootenbrulle
18. Maggy Yerna
19. Yvan Ylieff (remplacé par André Frédéric le 23 juillet 1999)

### PRL-FDF-MCC(18)
1. Daniel Bacquelaine
2. Anne Barzin
3. Olivier Chastel
4. Georges Clerfayt
5. Denis D'hondt
6. François-Xavier de Donnea (remplacé par Eric van Weddingen le 18 octobre 2000)
7. Corinne De Permentier (remplacée par Claude Desmedt le 23 juillet 1999)
8. Robert Denis
9. Antoine Duquesne (remplacé par Philippe Collard le 14 juillet 1999)
10. Jacqueline Herzet
11. Josée Lejeune
12. Olivier Maingain
13. Charles Michel (remplacé par Serge Van Overtveldt le 19 octobre 2000)
14. Jean-Paul Moerman (remplacé par Robert Hondermarcq le 23 mai 2001)
15. Didier Reynders (remplacé par Pierrette Cahay-André le 14 juillet 1999)
16. Philippe Seghin
17. Jacques Simonet (remplacé par Eric van Weddingen du 14 juillet 1999 au 17 octobre 2000)
18. Michel Wauthier (remplacé par François Bellot le 19 décembre 2000)

### Ecolo(11)
1. Marie-Thérèse Coenen
2. Martine Dardenne
3. Vincent Decroly
4. Olivier Deleuze (remplacé par Zoé Genot le 14 juillet 1999)
5. Thierry Detienne (rermplacé par Muriel Gerkens le 23 juillet 1999)
6. Claudine Drion
7. Michèle Gilkinet
8. Mirella Minne
9. Géraldine Pelzer-Salandra
10. Paul Timmermans (remplacé par Bernard Baille le 1er septembre 2002)
11. Jean-Pierre Viseur (remplcaé par Gérard Gobert le 10 janvier 2001)

### Parti social-chrétien(10)
1. Jean-Pierre Detremmerie
2. Richard Fournaux
3. Jean-Pierre Grafé
4. Raymond Langendries
5. Jacques Lefevre
6. Joëlle Milquet
7. Luc Paque
8. Jean-Pol Poncelet (remplacé par Josy Arens le 23 août 2001)
9. André Smets
10. Jean-Jacques Viseur

### Front national(1)
1. Daniel Féret

## Partis flamands (91)

### Vlaamse Liberalen en Democraten(23)
1. Filip Anthuenis
2. Yolande Avontroodt
3. Pierre Chevalier (remplacé par Kathleen van der Hooft du 14 juillet 1999 au 11 octobre 2000))
4. Willy Cortois
5. Hugo Coveliers
6. Rik Daems (remplacé par Tony Smets le 14 juillet 1999)
7. Maggie De Block
8. Herman De Croo
9. Etienne De Groot (remplacé par Ludo Van Campenhout le 23 décembre 1999)
10. Aimé Desimpel (remplacé par Frans Verhelst le 8 octobre 2002)
11. Patrick Dewael (remplacé par Hugo Philtjens le 14 juillet 1999, puis par Jacques Germeaux le 9 octobre 2001)
12. Jan Eeman
13. Stef Goris
14. Guy Hove
15. Martial Lahaye
16. Pierre Lano
17. Georges Lenssen
18. Fientje Moerman
19. Bart Somers
20. Jef Valkeniers
21. Arnold Van Aperen
22. Marilou Vanden Poel-Welkenhuysen (remplacée par Hugo Philtjens le 9 octobre 2001)
23. Geert Versnick

### Christelijke Volkspartij(22)
1. Jos Ansoms
2. Hubert Brouns
3. Simonne Creyf
4. Greta D'hondt
5. Stefaan De Clerck (remplacé par José Vande Walle le 5 juillet 2001, puis par Roel Deseyn le 8 octobre 2002)
6. Pieter De Crem
7. Mark Eyskens
8. Luc Goutry
9. Marcel Hendrickx
10. Yves Leterme
11. Dirk Pieters
12. Trees Pieters
13. Karel Pinxten
14. Joke Schauvliege
15. Paul Tant
16. Jozef Van Eetvelt
17. Tony Van Parys
18. Marc Van Peel
19. Herman Van Rompuy
20. Jo Vandeurzen
21. Daniël Vanpoucke
22. Servais Verherstraeten

### Vlaams Blok(15)
1. Gerolf Annemans
2. Roger Bouteca
3. Koen Bultinck
4. Alexandra Colen
5. Guy D'haeseleer
6. Filip De Man
7. Hagen Goyvaerts
8. Bart Laeremans
9. Jan Mortelmans
10. Bert Schoofs
11. Luc Sevenhans
12. John Spinnewyn
13. Guido Tastenhoye
14. Jaak Van den Broeck
15. Francis Van den Eynde

### Socialistische Partij(14)
1. Eddy Baldewijns (remplacé par Ludwig Vandenhove le 2 décembre 1999)
2. Marcel Bartholomeeussen
3. Hans Bonte
4. Erik Derycke (remplacé par Els Haegeman le 25 septembre 2001)
5. Fred Erdman
6. Renaat Landuyt (remplacé par Dalila Douifi le 14 juillet 1999)
7. Jan Peeters
8. André Schellens
9. Luc Van den Bossche (remplacé par Daan Schalck le 14 juillet 1999)
10. Dirk Van der Maelen
11. Johan Vande Lanotte (remplacé par Patrick Lansens le 14 juillet 1999)
12. Peter Vanvelthoven
13. Henk Verlinde
14. Freddy Willockx (remplacé par Magda De Meyer le 23 juillet 1999)

### Agalev(9)
1. Eddy Boutmans (remplacé par Leen Laenens le 12 octobre 1999)
2. Anne-Mie Descheemaeker
3. Kristien Grauwels
4. Simonne Leen
5. Fauzaya Talhaoui
6. Jef Tavernier (remplacé par Liliane De Cock le 28 août 2002)
7. Peter Vanhoutte
8. Lode Vanoost
9. Joos Wauters

### Volksunie(8)
1. Alfons Borginon
2. Geert Bourgeois
3. Frieda Brepoels
4. Danny Pieters
5. Annemie Van de Casteele
6. Karel Van Hoorebeke
7. Els Van Weert
8. Ferdy Willems